# 667 до н. е.

## Події

### Єгипет
Ашшурбаніпал придушив повстання 22 царів союзників Єгипту, після цього розбив військо фараона Тахарки, який сам втік у Фіви.